# Рупърт (река)
Рупърт (на английски: Rupert River) е река в Източна Канада, западната част на провинции Квебек, вливаща се от изток в залива Рупърт, южната част на залива Джеймс, южната част на Хъдсъновия залив. Дължината ѝ от 763 км ѝ отрежда 30-о място сред реките на Канада.

## Географска характеристика

### Извор, течение, устие
Река Рупърт изтича от западната част на езерото Мистасини, на 372 м н.в. В горното си течение преминава през лабиринт от няколко десетки езера и се насочва на запад. По течението си има множество теснини, бързеи и прагове. Влива се от изток в залива Рупърт, южната част на залива Джеймс, южната част на Хъдсъновия залив, при селището Уаскаганиш (бивше Форт Рупърт).

### Водосборен басейн, притоци
Площта на водосборния басейн на реката е 43 400 km2.
През втората половина на 20 век за Рупърт, заедно с реките Бродбак и Нотавай е изработен проект за строителство на каскади от язовири. През 1972 г. обаче започва изграждането на хидроенергийни съоръжения на по-северните реки Ла Гранд и Истмейн и проекта NBR (Нотавай-Бродбак-Рупърт) е изоставен.
Река Рупърт има четири основни притока: леви – Мартин и Натастан; десни – Немико и Лемеър.

### Хидроложки показатели
Многогодишният среден дебит в устието на Рупърт е 900 m3/s. Максималният отток на реката е през май и юни, а минималния през февруари-март. Снежно-дъждовно подхранване. От ноември до края на април-началото на май реката замръзва.

## Откриване и изследване на реката
През 1667 г. английският принц Рупърт Пфалцки (1619 – 1682) основава за търговия с ценни животински кожи „Компанията Хъдсън Бей“ (която все още съществува). През лятото на следващата 1668 г. той организира морска експедиция на кораба „Нонсач“, начело на която назначава известният по това време изследовател на Канада Медард дьо Грозейле и с капитан на кораба Захарий Гилам. В южната част на залива Джеймс експедицията открива залив и река вливаща се от изток в него, които кръщават в чест на принца – залив Рупърт и река Рупърт и в устието ѝ основават селището Форт Рупърт (сега градчето Уаскаганиш).
През юни и юли 1672 г. френският йезуит Шарл Албанел открива и проследява цялото течение на реката, като се спуска по нея от езерото Мистасини до залива Рупърт.
През 1880-те години горното, най-сложно течение на Рупърт за първи път е изследвано и топографски картирано от канадския геолог Албърт Питър Лоу.